# 김동영 (육상 선수)
김동영(金東泳, 1980년 3월 6일~)은 대한민국의 육상 선수로 주 종목은 경보이다.

## 경력
2004년 5월 독일 나움부르크에서 열린 제21회 세계 경보컵 대회 남자 50km경보종목에 참가하여 98명출전선수중 17위를 하게되면서  대한민국 경보50km부문 올림픽첫출전 티켓을 획득하는 역사적인 기록을 남깁니다 이어 은퇴전까지 한국기록을 5회수립을 하므로써 한국경보 발전에 큰기여를 한 선수이기도합니다 특히 김동영은 50km경보종목에서 한국인 최초로 올림픽을 출전한 역사적인 기록을 가지고있는 선수이기도합니다  그후 일본에 진출하여 2016년 일본 야마카타 50km경보대회에서 은퇴경기의끝으로 선수생활을 잘 마무리하며 일본에서 계속 지도자생활을 이어나가고있습니다
2012년 런던 올림픽 경기를 끝으로 국가대표에서 은퇴하며 이후 2012년부터 일본 후지 대학 육상부 플레잉 코치로 스카웃이됩니다 한국 육상 선수가 역으로 일본 팀에 스카웃이된 것은 한국 육상계에서는 매우 이례적이며 처음 있는 일로 평가받습니다. 